# 小町大路

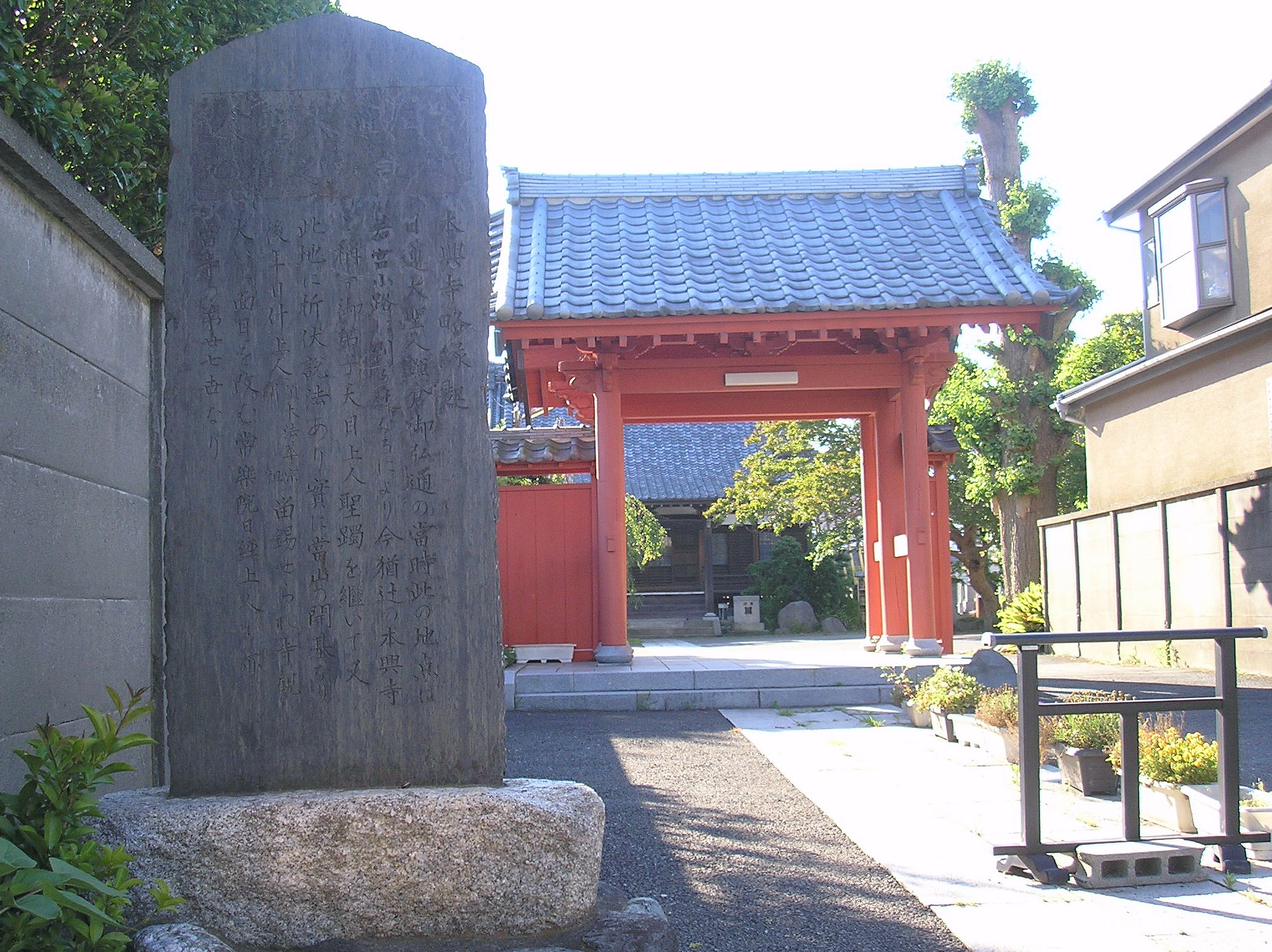
辻の本興寺門前の辻説法跡記念碑（大町2丁目）

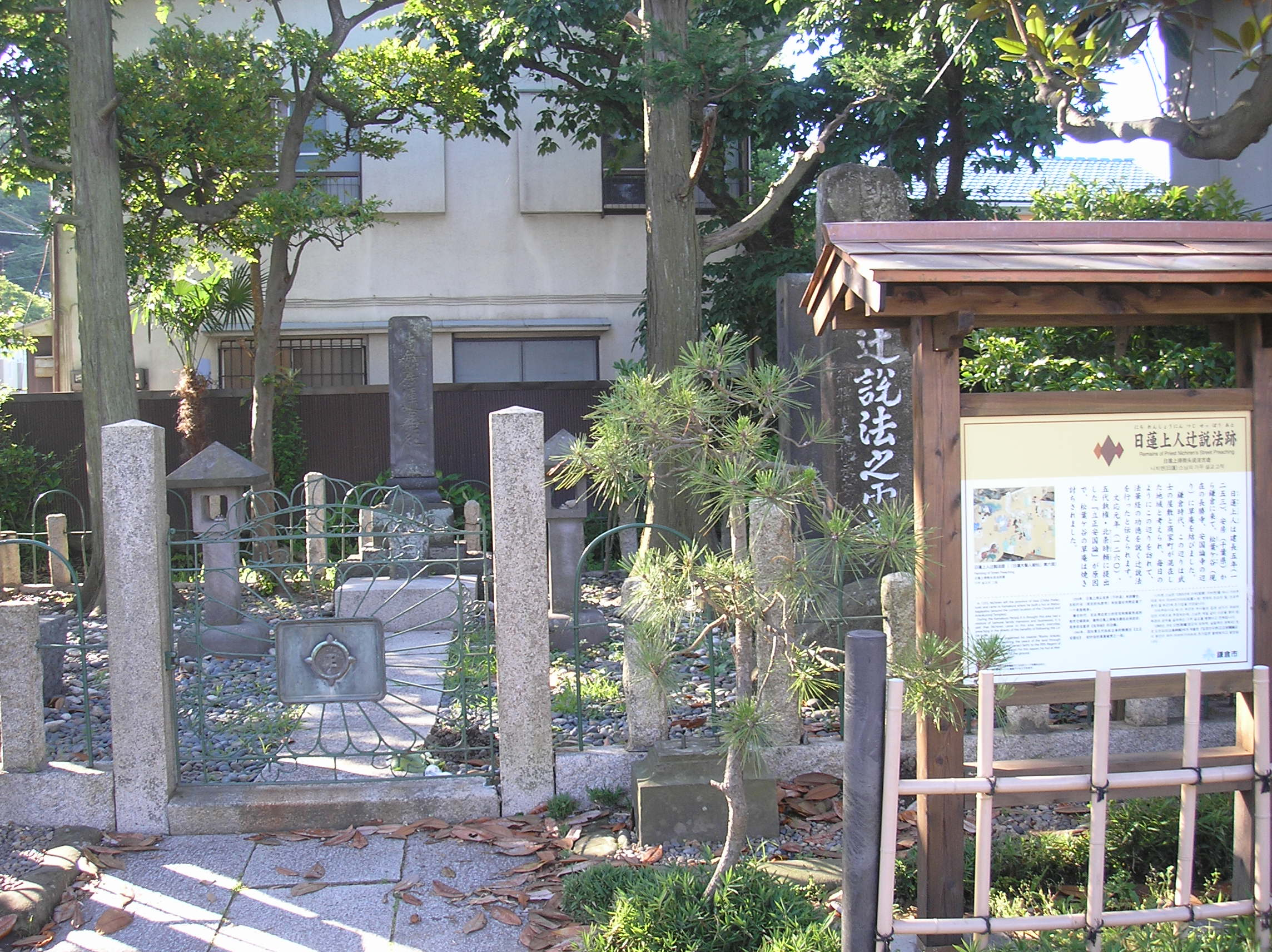
辻説法跡記念碑(小町2丁目)

小町大路（こまちおおじ）は、鎌倉幕府による都市計画の中核をなす「六大路」の一つで、『吾妻鏡』にもその名が記されている。若宮大路の東側を並行する。朝比奈切通しから鎌倉中心部に向かう金沢街道の突き当たり「筋替橋」を基点とし、ほぼ南向きに材木座海岸に向かっていた。途中、宝戒寺前で横大路を横切り、本覚寺前で夷堂橋を渡り、大町四つ角で大町大路を横切り、魚町橋（すぐ近くには逆川橋がある）の約100メートル先の本興寺手前で車大路を横切り、乱れ橋を渡って材木座海岸に至る鎌倉時代の基幹大路であった。なお、そこから左折すると光明寺門前を経て小坪坂を越え三浦方面に向かうことができた。

## 中世
小町大路の両側には、幕府高官・有力御家人の屋敷が並び、とくに大町四つ角以南は当時の鎌倉随一の商業地区でもあった。また、日本最古の築港とされる和賀江島への流通経路にもあたり繁華を極めていた。このため、日蓮聖人のいわゆる「辻説法」も、この大路のあちらこちらで行われたものと考えられ、大路の2箇所に辻説法跡の記念碑（大町の本興寺門前、及び小町2丁目）が建てられている。

## 現在
現在も、概ね鎌倉時代の大路に沿って道路が残っているが、今では閑静な住宅街となっている。現在の道路の通称としては、辻説法通り、小町小路、三浦道等と呼ばれている。
なお、小町大路（小路）と紛らわしい名称の道として、小町通りがある。これは、鎌倉駅前から鶴岡八幡宮までの比較的新しく名付けられた観光土産屋通りであるが、現在では多くの行楽客で賑わう一大観光スポットとなっている。

### 小町大路沿いの主な社寺

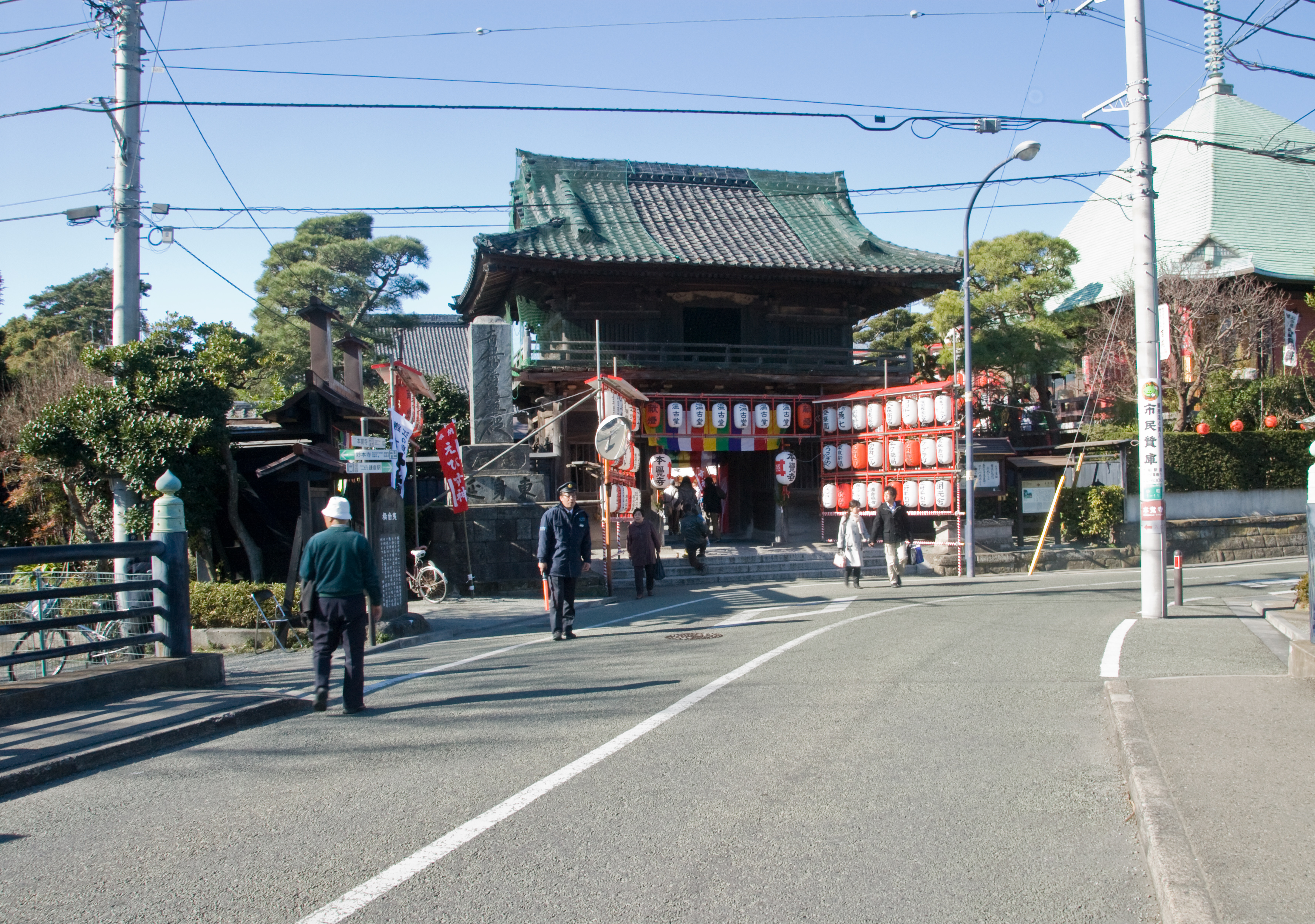
小町大路の夷堂橋から見た本覚寺

- 宝戒寺 - 天台宗。山号は金龍山、開山は円観（恵鎮）。本尊地蔵菩薩坐像は重要文化財。「萩の寺」として知られる。
- 妙隆寺 - 日蓮宗(日蓮)。山号は叡昌山、開基は千葉胤貞、開山は日英。「鍋かむり上人」として知られる2世住持・日親の石像がある。
- 大巧寺 - 単立（無宗派）の仏教寺院。山号は長慶山、本尊は安産の神・産女霊神で、「おんめさま」の通称で知られる。
- 本覚寺 - 日蓮宗。山号は妙厳山、開山は日出。2世住持の日朝が建立した日蓮聖人分骨堂がある。
- 妙本寺 - 日蓮宗。山号は長興山、開基は比企大学三郎能本（よしもと）、開山は日朗。境内に比企一族の墓所、一幡の墓、蛇苦止（じゃくし）明神がある。
- 常栄寺 - 日蓮宗。山号は恵雲山、開山は日詔。「ぼたもち寺」の通称で知られる。
- 本興寺 - 日蓮宗。山号は法華山、開山は天目上人。日蓮聖人が辻説法を行った地域にあり、「辻の本興寺」と呼ばれている。
- 辻の薬師堂。元々、医王山長善寺という浄土宗の寺の堂であったが、江戸末期の火災で寺は焼失し、堂だけが残った。本興寺の正面に位置する。
- 元八幡 - 鶴岡八幡宮の旧地。源頼義が石清水八幡宮を勧請して建立した。
- 来迎寺（らいこうじ） - 時宗。山号は随我山、開基は源頼朝。
- 補陀落寺（ふだらくじ） - 真言宗。山号は南向山、開山は文覚。
- 九品寺（くほんじ） - 浄土宗。山号は内裏山、開基は新田義貞、開山は風航順西。
- 五所神社 - 材木座の氏神。明治41年、乱橋村と材木座村が合併した際に、もともとこの地にあった三島神社に村内の八雲神社、諏訪神社、視女社、金毘羅宮を合祀し、五所神社と改称したもの。
- 向福寺 - 時宗。山号は円龍山、開山は一向上人。
- 妙長寺 - 日蓮宗。山号は海潮山、開山、開基は日実上人。日実上人は伊豆で日蓮を救った漁師、舟守弥三郎の子と言われる(弥三郎本人という説もあり)
- 実相寺 - 日蓮宗。山号は弘延山、開山、開基は日昭上人。曾我兄弟に仇討ちされた工藤左右衛門祐経の屋敷だったところに、祐経の孫にあたる日昭上人が法華寺として開山。
- 光明寺 - 浄土宗関東総本山。山号は天照山、開基は北条経時、開山は然阿良忠（記主禅師）。